# René Gillotin
Auguste René Gillotin né le 2 décembre 1814 à Pont-l'Évêque et mort le 2 avril 1861 à Saint-Maurice est un officier de la Marine nationale et peintre français.

## Biographie
René Gillotin entre dans la Marine en 1831 et obtient le grade de lieutenant de vaisseau en 1844.
Il sert en tant que commandant durant la guerre de Crimée et réalise de nombreux dessins et aquarelles tout au long de sa carrière navale.
Il est surtout connu pour ses vues de la Polynésie française et de Constantinople, il a également dessiné et peint — vraisemblablement sur le motif — en Afrique, en Amérique du Sud et à Hawaï.
Il est nommé chevalier de la Légion d'honneur en 1846

## Œuvres de René Gillotin

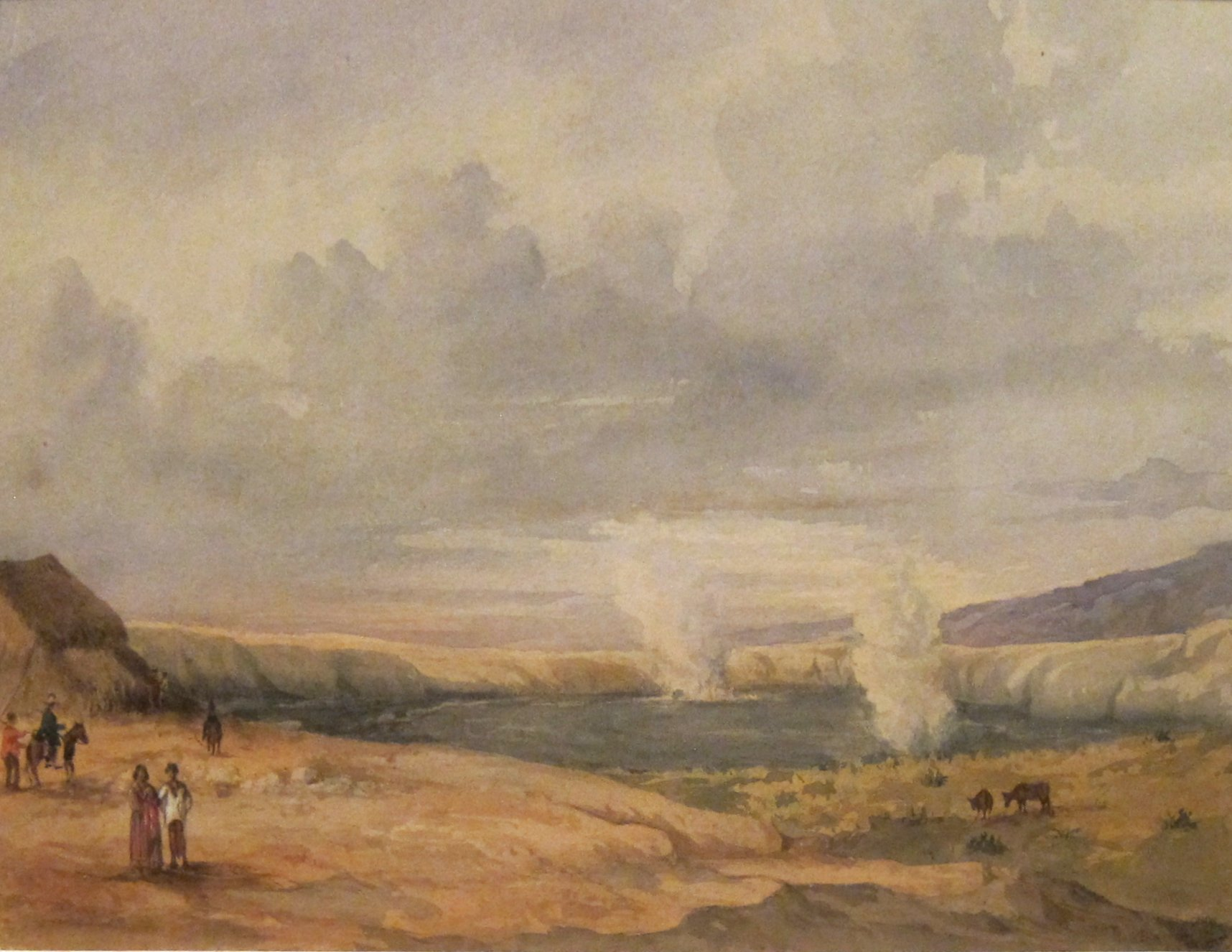
Cratère de Kilauea, Honolulu Museum of Art.
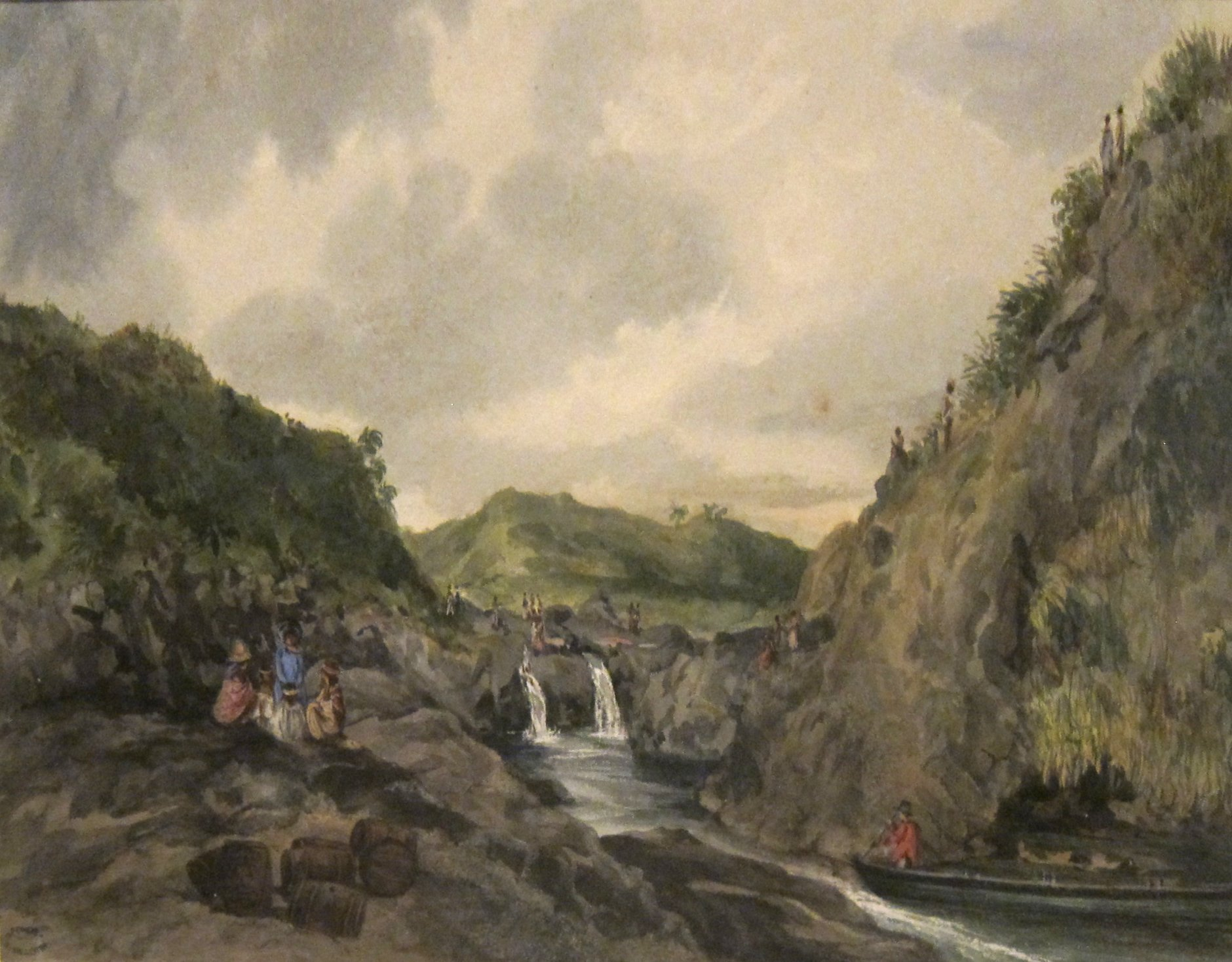
Byron Bay, Honolulu Museum of Art.
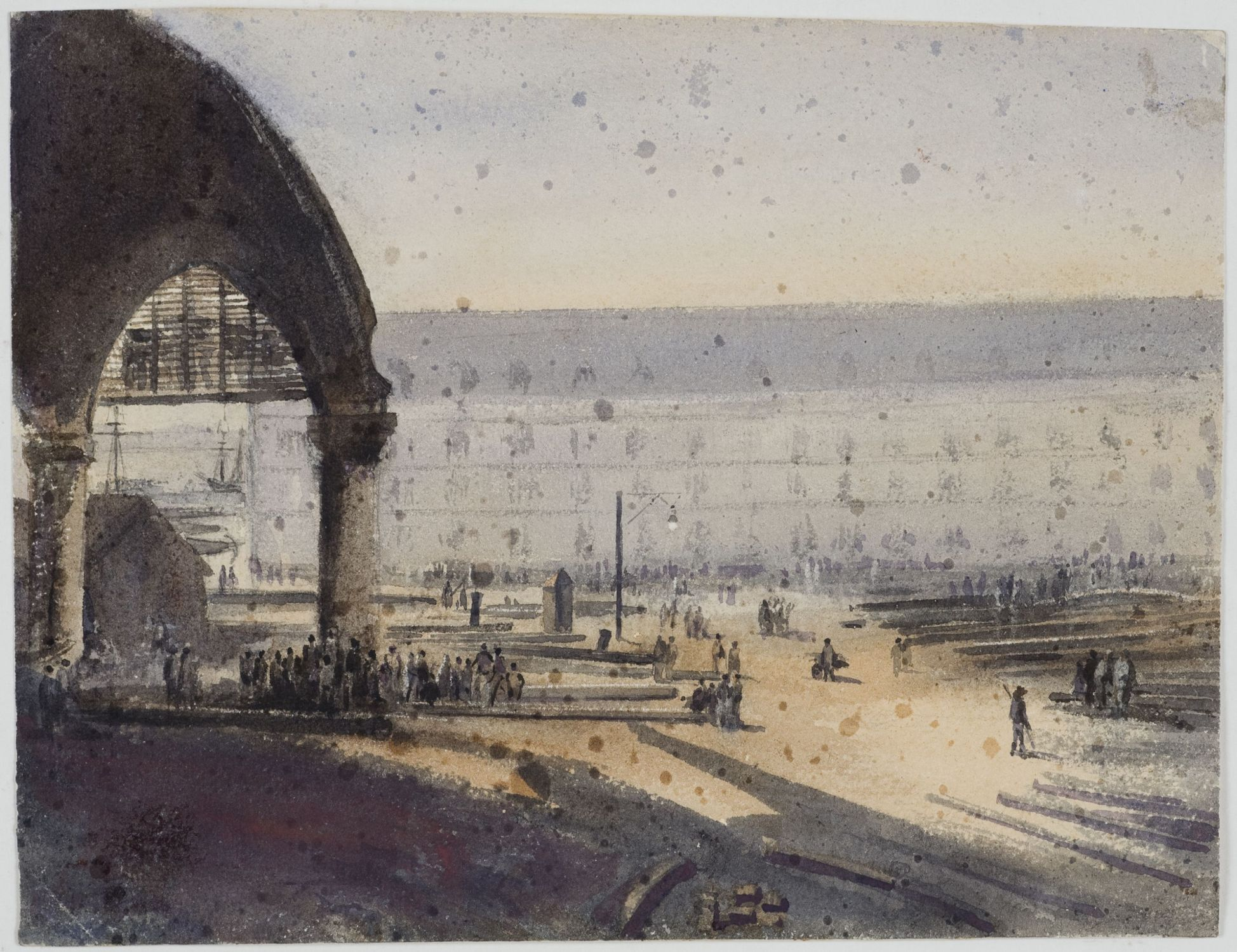
Arsenal de Brest, 1848, Musée national de la Marine (Inv. 2007.20.10).
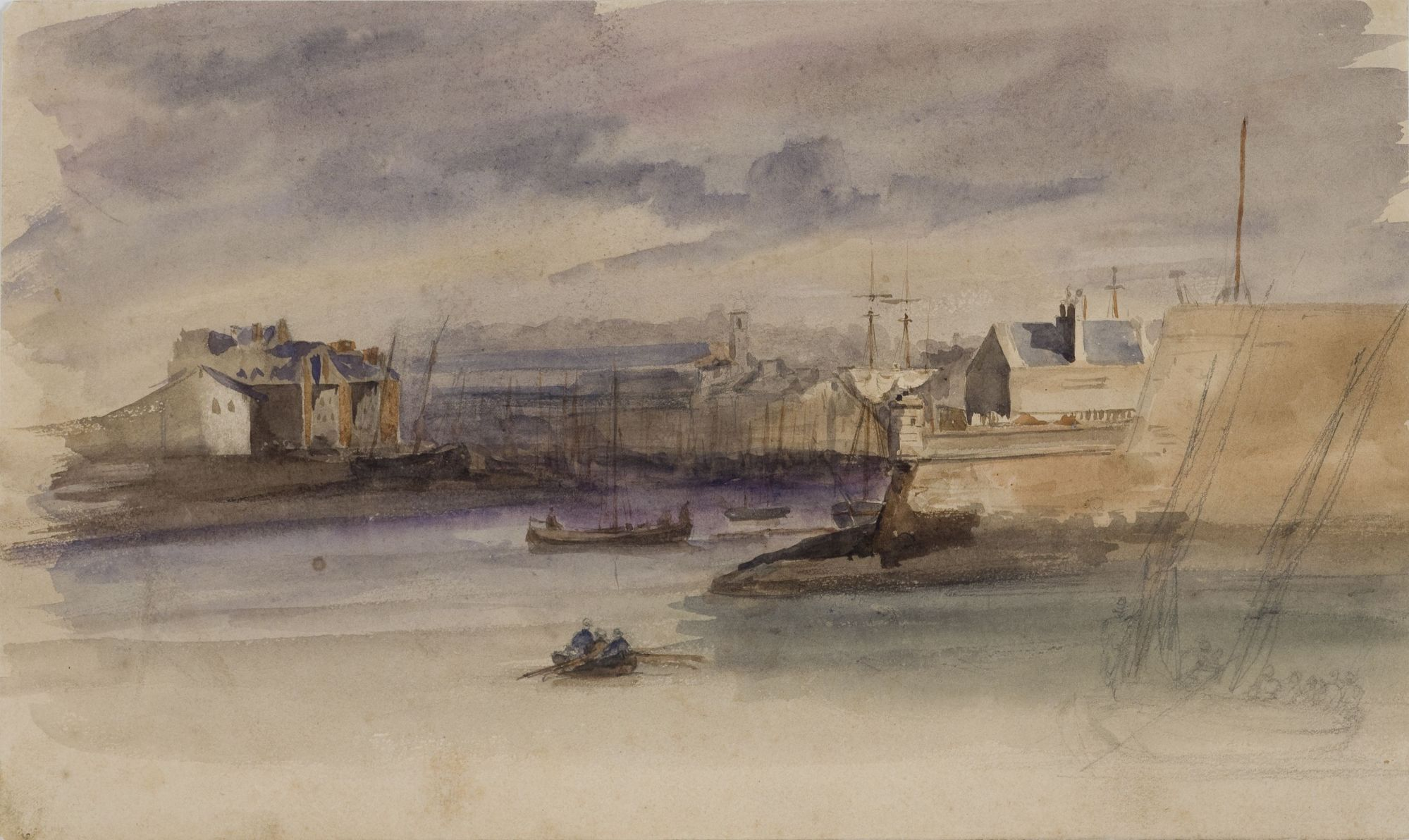
Brest, entrée de la Penfeld, 1848, Musée national de la Marine (Inv. 2007.20.11).
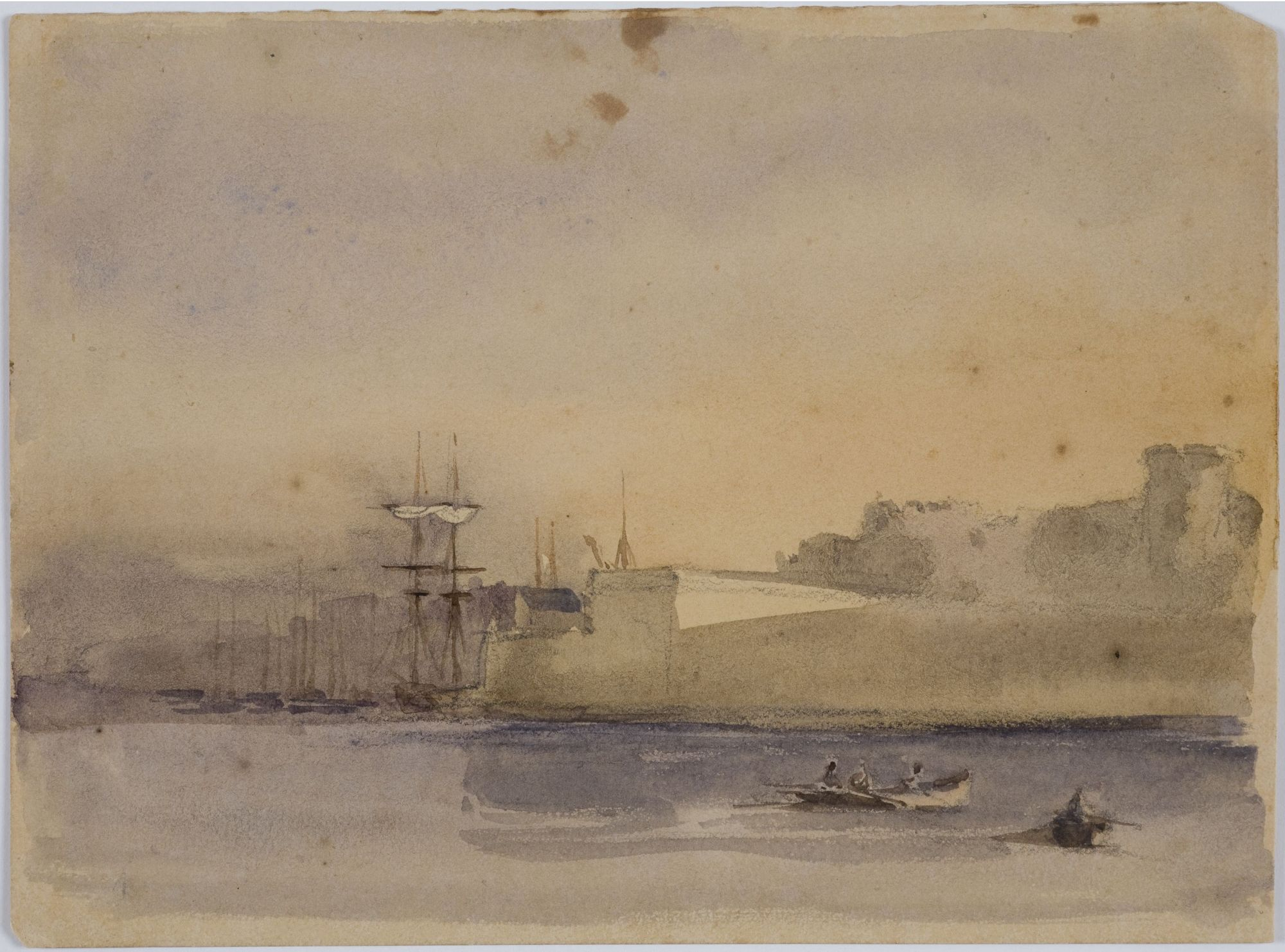
Brest, entrée Est de la Penfeld, 1848, Musée national de la Marine (Inv. 2007.20.12).